# ZPU

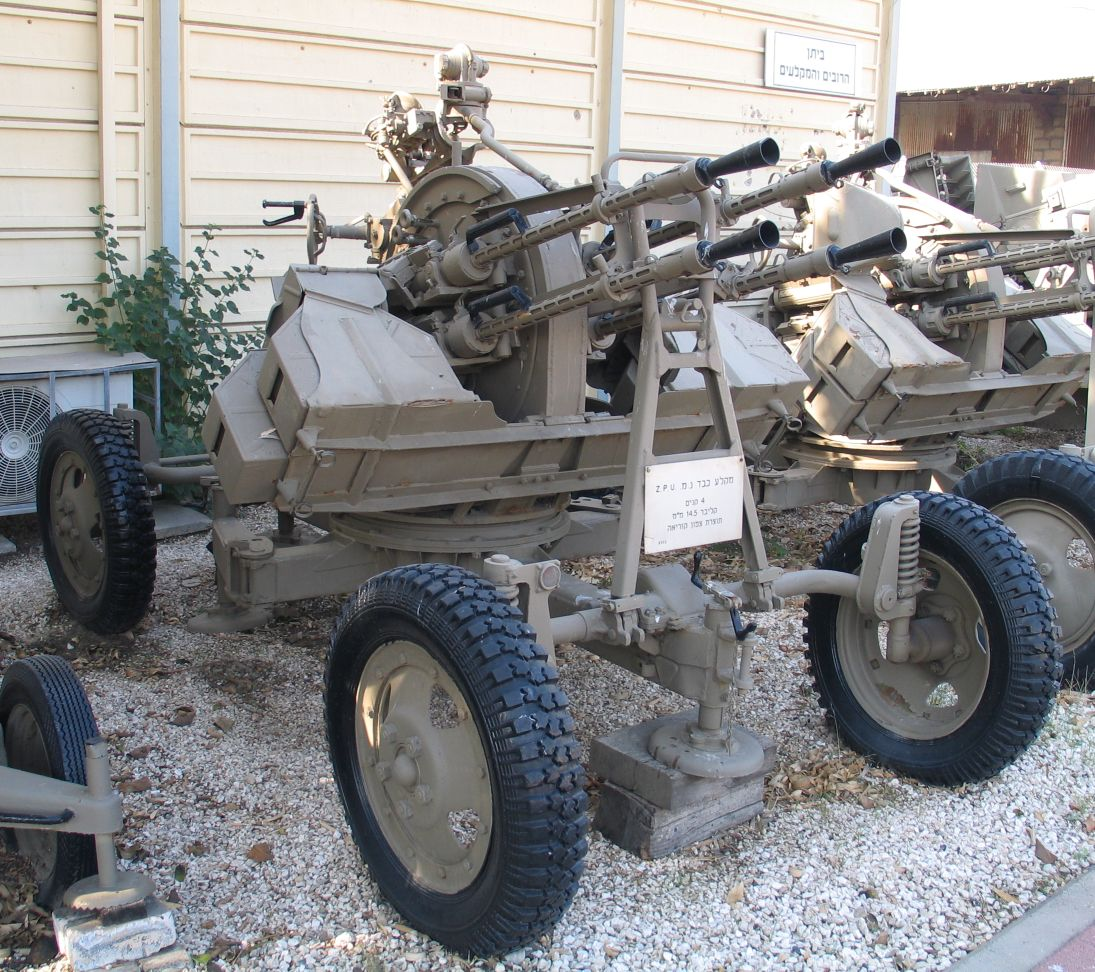
이스라엘 하-오세프 박물관에 전시 중인 ZPU-4

ZPU(러시아어: ЗПУ; зенитная пулемётная установка)는 소련 14.5×114mm KPV 중기관총에 기반을 둔 대공포이다.
그 중 대표적으로 ZPU-4는 구 소련에서 1949년에 14.5mm KPV 중기관총 4정을 묶어 만든 대공포다. 1949년부터 소비에트 연방이 채용하여 사용하기 시작한 이래 전 세계적으로 50여 개국 이상에서 채용되었다. 한국전쟁과 베트남 전쟁에서도 사용되었으며, 특히 베트남 전쟁 중에는 미국의 헬리본 부대와 중고고도에서 대공미사일을 피해 저속 침투하는 미국 해군 및 미국 공군의 공격기 편대에 많은 피해를 입혔다. 2연장 대공포는 ZPU-2라 부르며, 1정만 대공마운트 장착한 것을 ZPU-1로 부른다. 조선민주주의인민공화국도 대량으로 장비하고 있어 유사시 한국군 및 주한미군의 작전에 큰 위협요소가 되고 있다.

## 상세사항
ZPU-2와 ZPU-4의 개발은 1945년에 시작되었고, ZPU-1 개발은 1947년에 시작되었다. 이 3가지 형은 모두 1949년부터 배치되었다. 1950년대에는 조준경이 향상되었다.
ZPU 시리즈는 모두 공랭식 신속교환총열을 가졌고, API (BS.41), API-T (BZT), I-T (ZP) 등의 다양한 탄종을 쏠 수 있었다. 각각 총열은 분당 600발로 사격이 가능했지만, 실제로는 150 발 정도로 제한되었다.
2연장 ZPU-2는 두 가지 버전이 있다. 초기형과 후기형으로 나누는데, 초기형은 대형 진흙 방지판과 사격 자세에서 빼는 2개의 바퀴를 가졌다. 후기형은 사격 자세에서 땅바닥에 접힌 채 눕히도록 개량되었다.
1연장 ZPU-1은 2바퀴 운반체에 탑재되었다. 무기는 거친 지형을 지날때는 운송의 편의를 위해 80kg 몇 개의 80kg 단위로 분해되었다.
중화인민공화국과 조선민주주의인민공화국에서도 생산되었다.

## 역사
한국전쟁 당시 중화인민공화국과 조선민주주의인민공화국이 사용했고, 베트남 전쟁 당시 미군의 헬리콥터에 가장 큰 위협이 되었다. 사막의 폭풍 작전 기간 중에도 이라크군에 의해서 사용되었다. 더 강력하고 새로운 2연장 23mm 기관포 체계인 ZU-23 대공포로 교체되고 있다. 참고로, ZU-23은 23mm 대공포라는 의미이며, ZSU-23-4는 23mm 4연장 대공자주포란 의미다.

## 사용 탄종

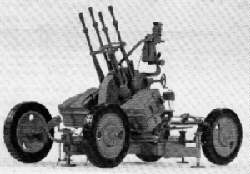
ZPU-4

- API (BS.41) - 텅스텐 탄자를 갖춘 전금속제탄피의 총알이다. 무게는 64.4g이며, 발사 속도는 초당 976 m다. 장갑 관통력은 500m에서 균질압연강판 32mm를 뚫는다.
- API-T (BZT) - 강철 탄자를 가진 전금속제탄피의 총알. 발사 무게는 59.56 g이고, 발사 속도는 초당 1,005m다.
- I-T (ZP)

탄약은 불가리아, 중화인민공화국, 이집트, 폴란드, 루마니아 등에서도 생산되었다.

## 변형
- ZPU-4
  - 56식 - 중국 생산형
- ZPU-2
  - 58식 - 중국 생산형
- ZPU-1

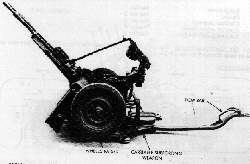
ZPU-2

- BTR-40A SPAAG - BTR-40 장갑차의 후방 탑재용 ZPU-2 . 1950년부터 사용
- BTR-152A SPAAG - BTR-152 장갑차 탑재용의 ZPU-2. 1952년부터 사용

## 제원

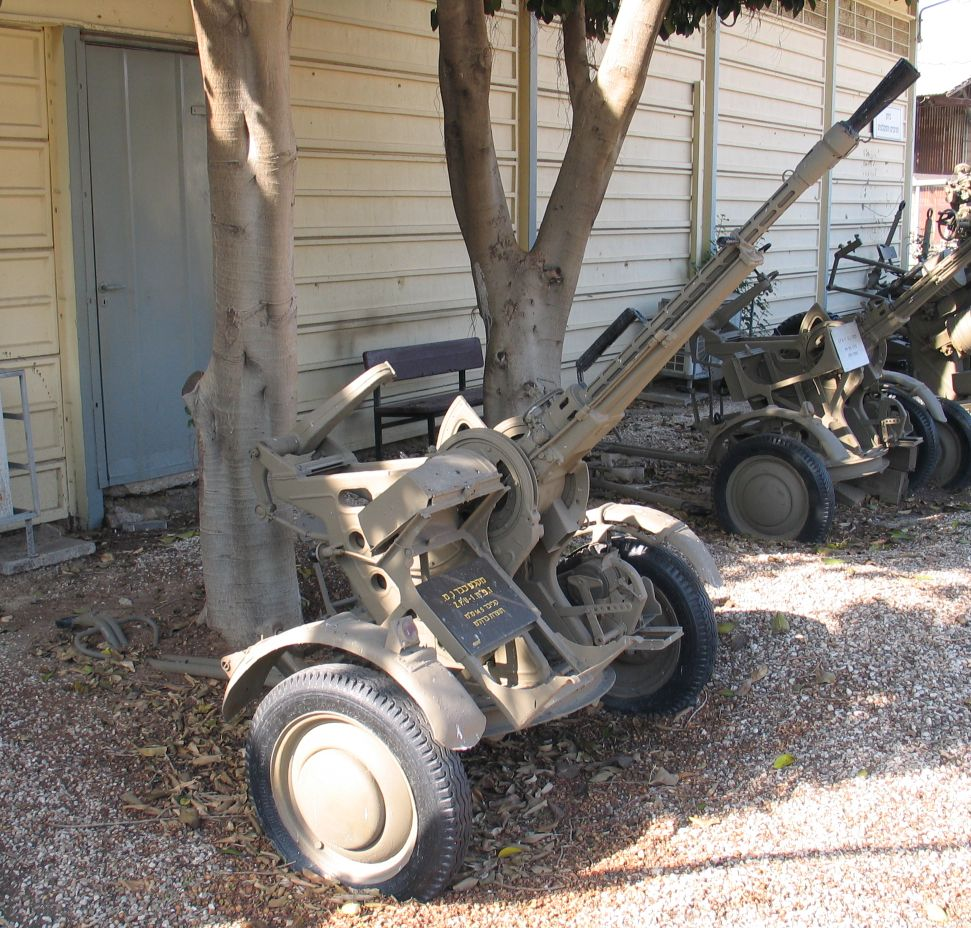
ZPU-1

| 모델               | ZPU-1   | ZPU-2 (초기형) | ZPU-2 (후기형) | ZPU-4    |
| ------------------ | ------- | -------------- | -------------- | -------- |
| 총신               | 1       | 2              | 2              | 4        |
| 무게 (이동 중)     | 413 kg  | 994 kg         | 649 kg         | 1,810 kg |
| 무게 (사격 중)     | 413 kg  | 639 kg         | 621 kg         | 1,810 kg |
| 길이 (이동)        | 3.44 m  | 3.54 m         | 3.87 m         | 4.53 m   |
| 너비 (이동)        | 1.62 m  | 1.92 m         | 1.37 m         | 1.72 m   |
| 높이 (이동)        | 1.34 m  | 1.83 m         | 1.1 m          | 2.13 m   |
| 부앙각             | +88/-8  | +90/-7         | +85/-15        | +90/-10  |
| 선회각도           | 360     | 360            | 360            | 360      |
| 최대 사거리        | 8,000 m | 8,000 m        | 8,000 m        | 8,000 m  |
| 최대 사격고도      | 5,000 m | 5,000 m        | 5,000 m        | 5,000 m  |
| Effective altitude | 1,400 m | 1,400 m        | 1,400 m        | 1,400 m  |
| 탄약               | 1200발  | 2400발         | 2400발         | 4800발   |
| 운용               | 4명     | 5명            | 5명            | 5명      |

## 운용국
아프가니스탄,  알바니아,  알제리,  앙골라,  베냉  불가리아,  부르키나파소,  부룬디,  캄보디아,  카메룬,  카보베르데,  차드,  중국,  크로아티아,  쿠바,  이집트,  에티오피아,  가나,  기니,  기니비사우,  이란,  조선민주주의인민공화국,  라오스,  리비아,  마다가스카르,  말라위,  말리,  몰타,  모리타니,  몽골,  모로코,  모잠비크,  나미비아,  니카라과,  파키스탄,  루마니아,  러시아,  상투메 프린시페,  세이셸,  소말리아,  남아프리카 공화국,  수단,  시리아,  탄자니아,  토고,  우간다,  베트남,  잠비아,  콩고 민주 공화국,  콩고 공화국,  짐바브웨.

## 참고 자료
- Jane's Land Based Air Defence 2005-2006. ISBN 0-7106-2697-5